# L'Automobiliste
L'Automobiliste fut une revue française consacrée à la l'automobile de collection et son histoire publiée de 1966 jusqu'à juillet 1999.

## Histoire
Le premier numéro fut publié en 1966 à 1 500 exemplaires. En 1976, plus de 15 000 exemplaires sont tirés par numéro. La revue était également traduite en Anglais et vendue en Europe.

## Contenu
La revue est souvent consacrée en très grande partie à un dossier très détaillé. La Croisière noire, la Croisière jaune, les 24 heures du Mans de 1923 à 1933 sont des exemples d'événements qui font l'objet de ces dossiers. Une section petites annonces est aussi présente.